# El Perfil (Perú)
El perfil (estilizado como EL PERFIL) es un diario digital peruano, editado en Lima. Fue fundado en 2018 por César Lévano. Su línea editorial responde a una concepción ideológica de centroizquierda.

## Historia
Se fundó el 9 de septiembre de 2018, bajo el nombre de Perfil. Pertenece a la empresa Manhattan Comunicaciones E.I.R.L., dedicada a la edición de periódicos, revistas y a la producción audiovisual. Se lo asocia con el sector político de centroizquierda pero respetuoso de otras ideologías. Su director periodístico fundador es César Lévano, quien también cumplió ese rol en Diario UNO. Desde sus inicios, EL PERFIL incluyó a su plantilla a antiguos redactores de Diario UNO y el diario La Primera.
Durante su primer año, Perfil se imprimía en formato diario; sin embargo, desde 2018 varió su publicación impresa a formato semanal y a ediciones diarias en formato digital.
En octubre de 2018, Perfil se convirtió en el primer medio de comunicación peruano en incluir un reproductor de audio en todas sus páginas para permitir que las personas con visibilidad reducida escuchen las noticias y las columnas de opinión.
El 23 de marzo de 2019, César Lévano falleció en la ciudad de Lima a los 92 años. Perfil comunicó la noticia del deceso de su director y dedicó especiales en sus ediciones digitales. Actualmente, ese cargo lo ocupa el periodista Paco Moreno.
El 24 de septiembre de 2019, Perfil se unió a Google Noticias.
La noche del 7 de junio de 2020 dejó de llamarse Perfil y se relanzó como EL PERFIL, cambiando también su logotipo y la dirección de su sitio web.

## Licencia
En junio de 2020, EL PERFIL adoptó la licencia Creative Commons (CC BY 4.0) que permite a publicaciones que utilicen la misma licencia poder copiar, difundir y remezcla sus artículos siempre que se cite, enlace y mencione al autor de la fuente. Esta licencia no tiene efecto para los contenidos de terceros (como las de agencias de noticias) y las caricaturas.

## Colaboradores

### Periodistas
Tanto en las ediciones impresa y digital de EL PERFIL, escriben los periodistas: Paco Moreno, Lucas Lavado, Alejandro Alba, David Sánchez, entre otros.

### Columnistas
Actualmente son columnistas en el periódico: Lucas Lavado, Antonio Castillo, Andrea Cabel, Alberto Villagómez Páucar, Edgardo Manyari Villagomez, Isaac Bigio, Carlos Fernández García, Jorge Coaguila, entre otros.
Han sido columnistas en el periódico: Guillermo Giacosa, Jorge Manco Zaconetti, Ronald Gamarra, Jaime Delgado, Javier Arévalo, Julio Arbizu, Luis Torres Montero 'Malapalabrero', Luis Villanueva Carbajal, María Ynés Aragonéz, María Elena Mamani, Lucía Alvites, Jorge Millones, Juan Buisa, Celia Ugaz, Oswaldo de Rivero, Pedro Francke, Héctor Béjar, Tania Temoche, Stuart Flores, Verónica Ferrari, Marco Fernández, Víctor Hurtado Oviedo, Indira Huilca, Tania Pariona, Farid Matuk, Gerónimo López Sevillano, Grace Baquerizo, Jorge Millones, Manuel Dammert Ego-Aguirre, entre otros.
Las caricaturas están a cargo de los artistas Ugo y Cabe.

## Secciones
- Política
- Opinión
- Actualidad
- Mundo
- Deportes
- Economía
- Cultura
- Estamos (LGBTIQ+)
- Valientes (Feminismo)
- Entretenimiento
- Estilo de Vida

## Controversias
En su primera semana de publicación, el director César Lévano denunció un boicot contra la salida del diario. Según aseguró, algunos distribuidores no reparten Perfil a los canillitas por vínculos con la competencia.
"Una de las palancas del boicot han sido los transportistas de la distribución, cuya arma es el chantaje: “si vendes ese diario, no te entregamos los demás periódicos”", escribió en su columna del 10 de septiembre de 2018. "Tenemos una investigación en marcha, y vamos a recurrir a las organizaciones defensoras del periodismo", señaló.

## Logotipos

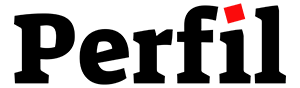
2018-2020
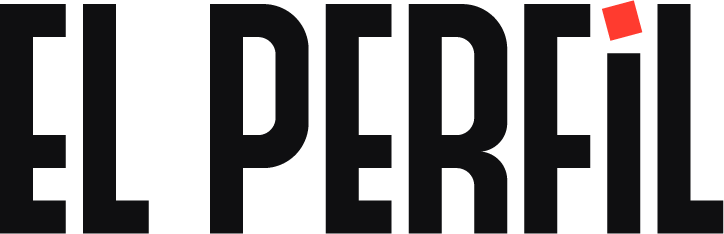
2020 - Actualidad